# David Gordon Scott

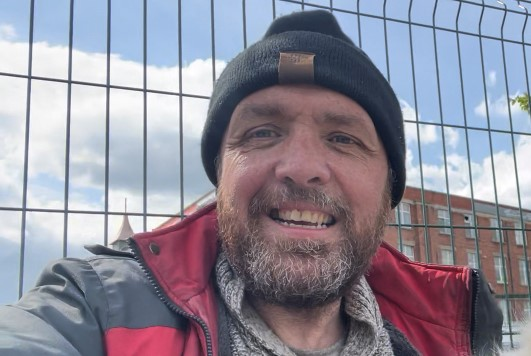
David Gordon Scott

David Gordon Scott (* 18. Oktober 1971) ist ein britischer Kriminologe, der als Professor an der Open University forscht und lehrt. Er wird der Kritischen Kriminologie zugerechnet und tritt als Abolutionist für die Abschaffung von Strafe und Gefängnissen ein.  

## Leben und Wirken
Scott machte 1994 das Bachelor-Examen mit den Fächern Sozialwissenschaft und Geschichte an der Lancaster University und dort 1996 den Master-Abschluss (Kriminologie, Soziologie und Sozialpolitik). 2006 folgte an der University of Central Lancashire die Promotion zum Ph.D., Titel der Dissertation war: A neo-abolitionist analysis of prisoner humanrights and prison officer culture. Seit 2013 war er dort Senior Lecturer für Kriminologie. 2016 wechselte er auf die Professur an der Open University.
Von 2009 bis 2013 war Scott Koordinator von Arbeitsgruppen der European Group for the Study of Deviance and Social Control (EG), dem weltweit größten Forum für Kritische Kriminologie.

## Schriften (Auswahl)

### Monographien
- For Abolition. Essays on Prisons and Socialist Ethics. Waterside Press, Winchester 2020, ISBN 978-1-909976-82-5.
- Against Imprisonment: An Anthology of Abolitionist Essays. Waterside Press, Winchester 2018, ISBN 978-1-909-97654-2.
- Mit N. Flynn: Prisons & punishment. The essentials. 2. Auflage, SAGE, Los Angeles 2014, ISBN 978-1-446-27346-3.
- Mit H. Codd: Controversial Issues in Prisons. Open University Press, Buckingham 2010, ISBN 978-0-335-22303-9.
- Penology. SAGE, London/Los Angeles 2008, ISBN 978-1-412-94810-4.

### Herausgeberschaften
- Mit Michael J. Coyle: The Routledge international handbook of penal abolition.  Routledge, Abingdon/New York 2021, ISBN 978-1-138-35409-8.
- Why prison?  Cambridge University Press, Cambridge 2013, ISBN 978-1-107-03074-9.